# Ivan Lins
Ivan Guimarães Lins (Rio de Janeiro, 16 de junho de 1945) é um cantor, pianista e compositor brasileiro.

## Biografia e vida artística

Em 1971.

Filho do militar Geraldo Lins, foi muito influenciado por diversos gêneros musicais como jazz, bossa nova e soul e tem como principal instrumento o piano, que toca desde os 18 anos. Formou-se em química industrial no final dos anos 60, quando iniciou a carreira musical em festivais. A canção O Amor É O Meu País, erroneamente tachada de ufanista, foi classificada em segundo lugar consecutivo no V Festival Internacional da Canção. O primeiro sucesso como compositor foi com Madalena, gravada por Elis Regina.
Contratado pela gravadora Forma/Philips (que posteriormente transformou-se em Polygram até chegar ao nome atual Universal Music) pelo então produtor, o compositor Paulinho Tapajós, grava três discos pelo selo: Agora, Deixa o trem seguir e Quem sou eu? Nesse período, compôs músicas com Ronaldo Monteiro de Souza, mas depois teve em Vítor Martins o mais frequente parceiro. A primeira composição entre ambos se deu quando do lançamento do quarto LP, Modo livre, pela RCA (depois BMG, em seguida Sony BMG e hoje Sony Music), gravadora esta que lançaria também o álbum subsequente, Chama acesa. Nessa mesma década lançou alguns discos que o projetaram nacionalmente.
Teve inúmeros sucessos como cantor como Abre Alas, Somos todos iguais nesta noite e Começar de novo - todas em parceria com Vítor Martins. Começar de novo foi gravada por Simone no mesmo ano em que foi composta. Na voz dela, foi tocada como tema oficial de abertura do seriado Malu Mulher, tonando-se um grande sucesso da época e um marco na história da MPB.
Lançou inúmeros discos, muitos deles de grande sucesso, tendo trocado de gravadoras por diversas vezes. No decorrer dos anos 70, a obra ganha grande temática política. A partir da segunda metade dos anos 80, começa a enfatizar a carreira internacional, principalmente nos EUA, onde foi regravado por inúmeros astros da música internacional, como Quincy Jones, George Benson, Ella Fitzgerald, Sarah Vaughan e Barbra Streisand.
É um destacado compositor, tendo músicas gravadas por nomes consagrados como Elis Regina (Cartomante, Madalena, Aos Nossos Filhos), Simone (Começar de Novo), Quarteto Em Cy (Abre Alas), Gal Costa (Roda Baiana), Jane Duboc (De Alma e Corpo,  Aos Nosso Filhos) Zizi Possi (Demônio de Guarda) e Emílio Santiago (Velas Içadas). Comandou um programa televisivo na Rede Globo ao lado de Gonzaguinha e Aldir Blanc, o Som Livre Exportação. Foi casado com a cantora e atriz Lucinha Lins com quem teve três  filhos, João Lins o cantor e ator Cláudio Lins além de terem adotado Luciana Lins. Torce pelo Fluminense Football Club.
Valendo-se ainda do filão engajado da pós-ditadura, cantou, ainda que com uma participação individual diminuta, no coro da versão brasileira de We are the world, o hit americano que levantou fundos para a África ou USA for Africa. O projeto Nordeste já (1985), abraçou a causa da seca nordestina, unindo 155 vozes num compacto, de criação coletiva, com as canções Chega de mágoa e Seca d´água. Elogiado pela competência das interpretações individuais, foi no entanto criticado pela incapacidade de harmonizar as vozes o enquadramento de cada uma delas no coro.
Em 1991, com o amigo e parceiro Vítor Martins, fundou a gravadora Velas. Essa gravadora, totalmente nacional e independente, foi mais uma tentativa de que se desse espaço para cantores brasileiros já conhecidos esquecidos em gravadoras multinacionais e para o surgimento de novos valores no cancioneiro popular.
Em 1993 lança o álbum "Awa Yio", que trazia a canção "Ai Ai Ai Ai Ai", que foi incluída na trilha sonora nacional do remake de "Mulheres de Areia", exibida pela TV Globo no mesmo ano. Na trama de Ivani Ribeiro e Solange Castro Neves a canção foi tema da protagonista "Raquel", gêmea má, interpretada por Gloria Pires.
Nomes como Chico César, Lenine e Guinga tiveram grande respaldo dessa gravadora para poderem iniciar as carreiras artísticas. Essa gravadora também lançou discos de nomes já consagrados na música, como Zizi Possi (o elogiadíssimo Valsa Brasileira), Fátima Guedes (Coração de Louca, um dos pioneiros do selo, além de Grande Tempo, Pra bom entendedor… e Muito intensa), trabalhos póstumos de Elis Regina (Elis Regina no Fino da Bossa, Elis Vive, Elis Regina ao vivo), e outros. Em 1995, grava a música Lembra de Mim, tema da novela História de Amor, de Manoel Carlos, que faz um enorme sucesso.
Ivan Lins é autor da trilha sonora dos filmes Dois Córregos e Bens Confiscados de Carlos Reichenbach e ganhou Prêmio de Melhor Trilha Sonora no terceiro Festival Luso-Brasileiro Santa Maria da Feira. Ele também é um dos compositores brasileiros mais gravados no exterior e já foi indicado ao prêmio Grammy. Lançou também um tributo ao Poeta da Vila, Noel Rosa (Viva Noel, 1997), que contou com muitas participações especiais e também lançou Um novo tempo (1999), somente com canções natalinas.
Cinco anos depois, veio o CD Cantando Histórias, que traz regravações dos antigos sucessos e contou com as participações especiais de Jorge Vercillo, Simone e Zizi Possi. Dois anos depois, veio Acariocando (2006), somente com canções inéditas. No fim no ano de 2007, Ivan Lins lançou o CD e DVD Saudades de Casa, com diversas colaborações, gravado em estúdio no Rio de Janeiro.
Em 2011, teve suas músicas reunidas no espetáculo de teatro musical 4 Faces do Amor, escrito por Eduardo Bakr. Em 2016, o referido espetáculo teve nova montagem. Ambas as montagens foram recebidas de forma excelente pela crítica especializada.

## Entrevistas
Em 2005, Ivan forneceu uma entrevista ao Museu da Pessoa , discutindo o período conturbado em que produzia suas músicas com viés político, indicando os desafios e seu estado de espírito na época.
"Mas elas começaram a ficar mais políticas a partir de 1973, por aí, quando a gente sentiu mesmo a barra pesar com o Médici, e aí elas realmente assumiram o aspecto político. Até por uma questão pessoal mesmo, eu tive problemas, tive que fazer terapia, me revoltei contra a família, contra o governo, contra TV Globo e editoras, gravadoras. Eu tive um ataque de crise no final de 1972 que eu rompi com minha gravadora, saí da Phillips, não queria mais saber, não queria mais saber de televisão."— Ivan Guimarães Lins Em entrevista ao Museu da Pessoa

## Discografia
- 2020 - Dan Costa & Ivan Lins - Single
- 2019 - Ivan Lins e Brasilidade Geral - Meu País
- 2018 - Ivan Lins e Gilson Peranzzetta - Cumplicidade
- 2016 - Anos 70 (Ao Vivo)
- 2016 - Ivan Lins e Geraldo Flach - Muito Bom Tocar Juntos
- 2015 - Intimate
- 2015 - América, Brasil
- 2014 - Elis Regina e Ivan Lins - Juntos (Ao Vivo)
- 2014 - Elis & Ivan
- 2014 - Piano e Voz
- 2014 - Believe What I Say: The Music of Ivan Lins
- 2013 - Natal Com Ivan Lins
- 2013 - Noite Feliz - Single
- 2013 - Vieste Deluxe Edition - Single
- 2013 - InventaRio encontra Ivan Lins
- 2012 - Amorágio
- 2012 - Um novo tempo
- 2010 - Íntimo
- 2009 - Ivan Lins e The Metropole Orchestra
- 2008 - Saudades de Casa (CD e DVD) - Warner Music Brasil
- 2006 - Identidade: Ivan Lins
- 2006 - The Essential Ivan Lins
- 2006 - Acariocando - EMI
- 2005 - Bis
- 2004 - Cantando Histórias (CD e DVD) - ao vivo - EMI
- 2003 - Meus Momentos
- 2003 - Ensaio [TV Cultura]
- 2002 - Rio Underground - Ivan Lins E Romero Lubambo
- 2002 - Love Songs- A Quem Me Faz Feliz - Abril Music
- 2001 - Jobiniando - Abril Music
- 2000 - A Love Affair [The Music Of Ivan Lins]
- 2000 - A Cor do Pôr do Sol - Abril Music
- 1999 - Um Novo Tempo -Abril Music
- 1999 - Dois Córregos - partes 1 e 2
- 1997 - Live at Manchester Craftsmen's Guild Jazz MCG/Heads Up
- 1997 - Os Sucessos De Novelas E Séries
- 1997 - Viva Noel[Tributo A Noel Rosa]Vol 1 a 3 - Velas
- 1996 - Ivan Lins e Chucho Valdés e Irakere - Ao Vivo - Velas
- 1995 - The Heart Speaks - Ivan Lins e Terence Blanchard
- 1995 - A Doce Presença de Ivan Lins - Velas
- 1995 - Anjo de Mim - Velas
- 1994 - Acervo Especial - BMG
- 1993 - Awa Yiô - Velas
- 1991 - 20 Anos Ao Vivo - Som Livre
- 1989 - Amar Assim - Philips/ Polygram
- 1988 - Two Brazilian Knights And A Lady
- 1988 - Love Dance - WEA
- 1987 - Mãos - Philips/ Polygram
- 1986 - Harlequin - Ivan Lins Lee Ritenour and Dave Grusin
- 1986 - Ivan Lins - Som Livre
- 1984 - Encuentro
- 1984 - Juntos - Philips/ Polygram
- 1983 - Depois dos Temporais - Philips/ Polygram
- 1981 - Daquilo Que Eu Sei - Philips/ Polygram
- 1980 - Novo Tempo - EMI
- 1979 - A Noite - EMI
- 1978 - Nos Dias de Hoje - EMI
- 1977 - Somos Todos Iguais Nesta Noite - EMI
- 1975 - Chama Acesa - Sony Music/ RCA Victor
- 1974 - Modo Livre - Sony Music/ RCA Victor
- 1972 - Quem Sou Eu? - Philips/Phonogram
- 1971 - Deixa O Trem Seguir - Philips/Forma
- 1971 - Agora - Philips/Forma

Ensaio não faz parte da discografia de Ivan Lins, não é um CD. Ensaio é um programa da TV Cultura de cuja série "A Música Brasileira deste século por seu autores e intérpretes" Ivan Lins foi um dos enfocados.

## Prêmios e indicações
- 1997 - Grammy Award for Best Latin Jazz Album; The Heart Speaks (Indicação)
- 2000 - Grammy Latino de Melhor Performance Pop Instrumental; Dois Córregos (Indicação)
- 2002 - Grammy Latino de Álbum do Ano; Jobiniando (Indicação)
- 2005 - Grammy Latino de Álbum do Ano; Cantando Histórias (Venceu)[8]
- 2005 - Grammy Latino de Melhor Álbum de Música Popular Brasileira; Cantando Histórias (Venceu)[8]
- 2006 - Grammy Latino de Melhor Álbum de Cantor-Compositor; Acariocando (Indicação)
- 2009 - Grammy Latino de Gravação do Ano; "Arlequim Desconhecido" (Indicação)
- 2009 - Grammy Latino de Melhor Álbum de Música Popular Brasileira; Ivan Lins e The Metropole Orchestra (Venceu)
- 2014 - Grammy Latino de Melhor Álbum de Música Popular Brasileira; IventaRio Encontra Ivan Lins (Indicação)[9]
- 2015 - Grammy Latino de Melhor Álbum de Música Popular Brasileira; América Brasil (Venceu)